# Oleg Gontjarenko
Oleg Georgjevitj Gontjarenko (ryska: Олег Георгиевич Гончаренко, ukrainska: Олег Георгійович Гончаренко, Oleh Heorhijovytj Hontjarenko), född 18 augusti 1931 i Charkiv, död 16 december 1986 i Moskva, var en sovjetisk skridskoåkare.
Gontjarenko blev olympisk bronsmedaljör på 5 000 meter och 10 000 meter vid vinterspelen 1956 i Cortina d'Ampezzo.